# Bomolocha lanassa
Bomolocha lanassa är en fjärilsart som beskrevs av Druce 1890. Bomolocha lanassa ingår i släktet Bomolocha och familjen nattflyn. Inga underarter finns listade i Catalogue of Life.